# Джалилов, Юсуп Залбегович
Юсуп Залбегович Джалилов (3 ноября 1985, Махачкала, Дагестанская АССР, РСФСР, СССР) — белорусский борец вольного стиля, трёхкратный чемпион Белоруссии. Мастер спорта международного класса.

## Спортивная карьера
Борьбой занимается с 2003 года. Тренируется в спортивном клубе ШВСМ из Гродно, выступает под руководством Жуматая Шубаева. В июле 2013 года в полутяжелой весовой категории до 96 кг. стал чемпионом Белоруссии. В сентябре 2013 года неудачно выступил на чемпионате мира в Будапеште, выбыв после первой схватки. В ноябре 2014 года стал победителем мемориала Анри Дегляна. В январе 2015 года в третий раз стал чемпионом Белоруссии. В апреле 2016 года выйдя в финал европейского квалификационного турнира завоевал путёвку на Олимпиаду в Рио-де-Жанейро. В июне 2016 года подвергся четырехлетней дисквалификации за станозолол и был лишён олимпийской лицензии

## Спортивные результаты
- Чемпионат Белоруссии по вольной борьбе 2013 — ;
- Чемпионат мира по борьбе 2013 — 20;
- Чемпионат Белоруссии по вольной борьбе 2014 — ;
- Чемпионат мира по борьбе 2014 — 22;
- Чемпионат Белоруссии по вольной борьбе 2015 — ;